# Moeda de um centavo do dólar dos Estados Unidos
A moeda de um centavo do dólar americano (símbolo: ¢), frequentemente designada por “penny”, é uma unidade monetária equivalente a um centésimo de um dólar dos Estados Unidos da América. Tem sido a unidade física de valor facial mais baixo da moeda americana desde a abolição do meio centavo em 1857 (o mill abstrato, que nunca foi cunhado, igual a um décimo de centavo, continua a ter uma utilização limitada nos domínios da fiscalidade e das finanças). O primeiro centavo americano foi produzido em 1787 e, ao longo da sua história, tem sido emitido principalmente como uma moeda de cobre ou revestida a cobre. Devido à inflação, os centavos perderam praticamente todo o seu poder de compra e são frequentemente considerados como um encargo dispendioso para as empresas, os bancos, o governo (especialmente as casas da moeda) e o público em geral.
O penny é emitido na sua forma atual como Lincoln cent, com o anverso apresentando o perfil do Presidente Abraham Lincoln desde 1909, ano do centenário do seu nascimento. De 1959 (o sesquicentenário do nascimento de Lincoln) a 2008, o reverso apresentava o Lincoln Memorial. Em 2009, quatro desenhos diferentes do reverso homenagearam o 200.º aniversário de Lincoln e, em 2010, foi introduzido um novo reverso “permanente” - o Escudo da União. A moeda tem 19,05 mm (0,75 polegadas) de diâmetro e 1,52 mm (0,0598 polegadas) de espessura. O atual centavo de zinco revestido a cobre, emitido desde 1982, pesa 2,5 gramas, enquanto o anterior cêntimo de 95% de cobre, ainda em circulação, pesava 3,11 gramas.
A designação oficial da moeda pela Casa da Moeda dos Estados Unidos é “cent” e a designação oficial do Tesouro dos Estados Unidos é “one cent piece”. O termo coloquial penny deriva da moeda britânica com o mesmo nome, que ocupa um lugar semelhante no sistema britânico. Pennies é a forma plural (não confundir com pence, que se refere à unidade monetária).
No início da década de 2010, o preço do metal utilizado para fabricar os pennies aumentou de forma significativa para a casa da moeda, atingindo um valor máximo de mais de 2¢, ou seja, uma senhoriagem negativa, para a moeda de 0,01 dólares de valor facial. Este fato levou a Casa da Moeda a procurar novamente metais alternativos para a moeda e também tornou mais evidente o debate sobre a eliminação da moeda. A partir de 2022, não existem planos concretos para o fazer.

## História

### Primeiras tentativas
A revolta das Treze Colônias em 1775 levou à necessidade de uma nova moeda, distinta da Inglaterra, para compensar a falta de dinheiro devido ao bloqueio naval e para pagar o exército: essa foi a experiência com o dólar continental, uma moeda de papel, o ancestral do assignat, que terminou em hiperinflação. Essa questão foi acompanhada por várias tentativas de cunhagem e testes de moedas metálicas, lideradas especialmente por Benjamin Franklin, o principal arquiteto do “Fugio Cent”, que foi feito de cobre a partir de maio de 1787, pesando cerca de 10 g, sem valor nominal, mas com um módulo equivalente ao de um sou francês ou de um half penny inglês. As denominações e o sistema decimal foram finalmente ratificados com o Coinage Act de 1792, que se propôs a centralizar o design e a emissão de dinheiro na jovem república, embora não sem suas dificuldades.

### Os tipos de centavos grandes

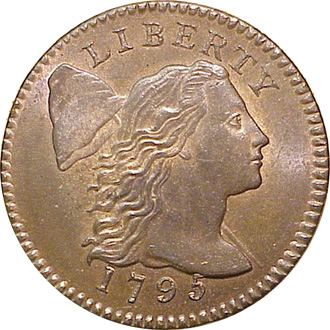
Moeda Liberty Cap de 1 centavo (1795)

A primeira moeda de 1 centavo apareceu oficialmente em 1793. Avaliada em 1/100 de um dólar, com diâmetro de 26,5 mm, pesava 13,48 g e continha apenas cobre. Portanto, é maior do que o centavo atualmente em circulação. A Coinage Act de 1792 também permitiu a emissão de moedas de meio centavo até 1857.
O desenho e a gravura desse primeiro módulo foram obra de Henry Voigt, gravador-chefe da Casa da Moeda dos Estados Unidos. No anverso, a cabeça da “Liberdade com cabelo comprido” (chamada de “Flowing Hair”), olhando para a direita, aparece junto com as palavras “Liberdade” e a data; no reverso, os valores “One cent” e “1/100”, inscritos no centro, são circundados por uma corrente estilizada e as palavras United States of America. Apenas 36.103 moedas deixaram a oficina da Filadélfia.
Nesse meio tempo, o segundo gravador-chefe, Adam Eckfeldt, trabalhou em um novo desenho, que também foi produzido apenas no ano de 1793: a única diferença formal era que o anverso apresentava um motivo vegetal, três folhas de árvore, e no reverso a corrente, que havia atraído críticas, foi substituída por uma coroa de louros. O volume de moedas cunhadas também aumentou, com 63.353 moedas produzidas.

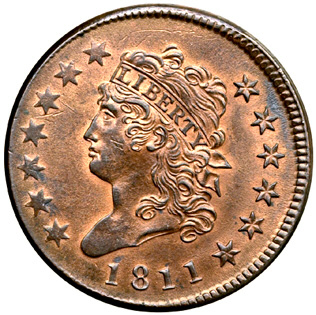
Moeda Classic Head de 1 centavo (1818).

Uma terceira tentativa foi feita, também com o ano de 1793: foi o trabalho conjunto do pintor Joseph Wright, que morreu em setembro, e modificado em 1795 pelo gravador John Smith Gardner. O anverso mostra a mesma cabeça da Liberdade, mas desta vez acompanhada por um barrete frígio (conhecido como “Liberty Cap”) e, no reverso, a coroa estilizada representa ramos de oliveira. Havia duas versões dessa moeda: com borda fina, pesando o mesmo que os dois tipos anteriores, e com borda grossa, pesando 10,89 g. Cunhada até 1796, esse módulo acabou se tornando o padrão, com uma cunhagem total de mais de 1,5 milhão.
De 1796 a 1807, foi produzido o tipo “Draped Bust” (busto drapeado) projetado por Robert Scot: esse tipo de centavo apresentava um novo busto da Liberdade no anverso.
De 1808 a 1857, foi usado o centavo conhecido como “Cabeça Clássica”: originalmente desenhado pelo gravador John Reich, foi revisado em 1816 por Scot e depois em 1840 por Christian Gobrecht, que se inspirou em um desenho do pintor Titian Peale. O anverso mostra, cercada pelas 13 estrelas das primeiras colônias independentes, a cabeça de Liberty de perfil, virada para a esquerda e usando uma diadema no qual está inscrita a palavra “Liberty”; no reverso, a fração 1/100 finalmente desapareceu em 1816. As tiragens aumentaram constantemente, atingindo um pico de mais de 6 milhões em 1838 e quase 10 milhões em 1851.

### Os tipos de “módulo pequeno”

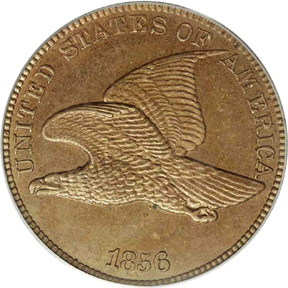
Moeda Flying Eagle de 1 centavo (1856)

Um novo módulo foi lançado pela Casa da Moeda dos Estados Unidos, pela primeira vez no ano de 1856, o “small cent”, feito de uma liga de 88% de cobre e 12% de níquel: o diâmetro foi reduzido para 19 mm, o formato atual, e o peso foi reduzido para 4,67 g (quase 2,5 vezes menos). Essa reforma, que inclui uma diferença significativa de peso, pode ser explicada em termos de várias hipóteses. Em primeiro lugar, o desejo da Casa da Moeda de poupar o cobre, um metal estratégico cuja fabricação era cara; chegou-se a falar em introduzir um centavo composto por uma porção de metal prateado com um furo no centro e, em seguida, usar o bronze, mas o lobby do setor de níquel estava avançando no Congresso dos Estados Unidos. Por fim, do ponto de vista psicológico, o “small cent” dava crédito à ideia de desvalorização: o influxo maciço de ouro da Califórnia havia incentivado uma forma de inflação.

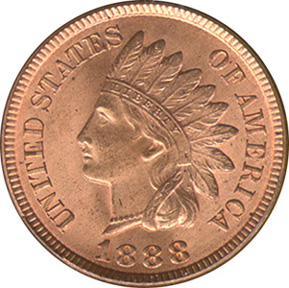
Moeda Indian Head de 1 centavo (1888).

A Flying Eagle foi cunhada somente até 1858. Projetado por James B. Longacre, o anverso mostra uma águia-careca registrada em voo, cercada pelas palavras “United States of America” e a data; o reverso mostra as palavras “One cent” (um centavo) cercadas por uma coroa de folhagens e flores. Longacre se inspirou para desenhar essa “águia” em uma águia domesticada apelidada de “Peter”, que vivia nas dependências da Casa da Moeda dos Estados Unidos. Foram cunhadas mais de 40 milhões de moedas.
De 1859 a 1909, a Casa da Moeda produziu o tipo “Indian Head”. Também desenhado por Longacre com as inscrições oficiais usuais, mas inicialmente com uma composição de metal inalterada, o anverso mostra uma cabeça de nativo americano usando um cocar de penas adornado com a palavra “Liberty”; o reverso foi revisado em 1860: o brasão da União foi adicionado à coroa de galhos trançados. A partir de 1865, a Casa da Moeda decidiu cunhar o centavo em bronze (95% de cobre, 5% de estanho e zinco).
Desde 1909, o anverso do centavo apresenta um busto do Presidente Abraham Lincoln, desenhado por Victor D. Brenner. O reverso evoluiu para três tipos: o primeiro mostra duas espigas de trigo até 1959; o segundo, o Lincoln Memorial gravado por Frank Gasparro; o terceiro, desde 2010, mostra o escudo da União e foi desenhado por Lyndall Bass. Em 1943, devido à guerra e às restrições ao cobre, a composição metálica do centavo era de aço zincado.